# Афлало, Валери
Валери Афлало (швед. Valerie Aflalo; род. 7 октября 1976 года, Мальмё) — шведская модель и дизайнер. Победительница конкурса «Мисс Швеция 2000».

## Биография
Анна Валери Афлало родилась 7 октября 1976 года в Мальмё. Отец — француз Пьер Морис Афлало, мать — шведка Анн-Кристин Афлало. У Валери есть две младшие сестры — Селин и Ариана. В 1995 году Валери окончила гимназию в Мальмё. Затем окончила университет и школу дизайна в Мальмё.
Замужем. Есть две дочери — Бьянка и Николетта.

## Карьера
В 18 лет начала работать фотомоделью в агентстве Modellink. Сотрудничала с компаниями Ellos, Josefsson и Halléns, а также Вивьен Вествуд.
В 2000 году победила на конкурсе красоты «Мисс Швеция» и представляла страну на конкурсе «Мисс Вселенная».
Несколько лет спустя была соведущей утренней программы на шведской радиостанции NRJ.
С 2005 года она разрабатывает одежду под собственным брендом Valerie.
В 2013 году Валери была награждена премией «Guldknappen» в категории «Приз читателей» за работу с собственным брендом одежды Valerie.
В 2014 году создала коллекцию аксессуаров для Oriflame.